# نهائي كأس أوكرانيا 2024
نهائي كأس أوكرانيا 2024 هي المباراة النهائية الحادية والثلاثين لمسابقة كأس كرة القدم الأوكرانية السنوية. أقيمت المباراة في 15 مايو 2024 في ملعب أفانهارد [الإنجليزية] في ريفنا. هذه هي المرة الأولى التي تقام فيها نهائيات الكأس في ريفنا.
مع استمرار الغزو الكامل لأوكرانيا من قبل الاتحاد الروسي، كانت هذه المباراة النهائية هي الأولى منذ بدء الغزو في فبراير 2022 والتاسعة منذ بدء الحرب في عام 2014.

## الطريق إلى النهائي
ملحوظة: في جميع النتائج أدناه، يتم إعطاء نتيجة المتأهل للنهائي أولاً (د: داخل أرضه؛ خ: خارج أرضه؛ م: محايد).
| فورسكلا بولتافا                   | فورسكلا بولتافا | الجولة                            | شاختار دونيتسك             | شاختار دونيتسك |
| --------------------------------- | --------------- | --------------------------------- | -------------------------- | -------------- |
| الخصم                             | النتيجة         | كأس أوكرانيا 2023–24 [الإنجليزية] | الخصم                      | النتيجة        |
| ميتاليست 1925 خاركيف [الإنجليزية] | 3–0 (م)         | دور الـ16                         | فيريس ريفني [الإنجليزية]   | 3–0 (خ)        |
| أوبولون كييف [الإنجليزية]         | 3–0 (خ)         | ربع النهائي                       | فيكتوريا سومي [الإنجليزية] | 3–0 (م)        |
| بوليسيا جيتومير [الإنجليزية]      | 1–0 (خ)         | نصف النهائي                       | تشورنومورتس أوديسا         | 4–1 (م)        |

### فورسكلا بولتافا
كفريق من الدوري الإنجليزي الممتاز، بدأ نادي فورسكلا بولتافا في دور الستة عشر، وكان من المفترض أن يواجه خارج أرضه نادي ميتاليست 1925 خاركيف ‏ من الدوري الأوكراني الممتاز. في ملعب ليفي بيريه أرينا بالقرب من كييف، فاز فورسكلا بولتافا بنتيجة 3–0 بفضل سلسلة من الأهداف من إبراهيم كين ورسلان ستيبانوك ‏ وإيفان نيستيرينكو ‏. في ربع النهائي، أوقعتهم القرعة خارج أرضهم مع فريق الدوري الأوكراني الممتاز أوبولون كييف ‏ وفازوا 3–0 في ملعب أوبولون أرينا ‏ في كييف بفضل أهداف من ستيبانوك وكين وأندري باتسولا ‏. في الدور نصف النهائي على ملعب جيتومير تسينترالني ‏، لعبوا ضد بوليسيا جيتومير، ‏ زميلهم في الدوري الأوكراني الممتاز، ووصلوا إلى النهائي الثالث بفوزهم 1–0 بهدف من سيرجي مياكوشكو ‏.

### شاختار دونيتسك
كفريق من الدوري الإنجليزي الممتاز، بدأ شاختار دونيتسك في دور الستة عشر، حيث أوقعته القرعة خارج أرضه مع فيريس ريفني وفاز 3–0 على ملعب أفانهارد [الإنجليزية] في ريفني بفضل أهداف كاشتشوك وبوندارينكو وأوتشيريتكو. وفي ربع النهائي، واجهوا فريق فيكتوريا سومي ‏ وفازوا بنتيجة 3–0 على ملعب ليفي بيريه في هينيدين بأهداف من نازارينا وزوبكوف وراكيتسكي. وفي الدور نصف النهائي، واجهوا فريق تشورنوموريتس أوديسا وفازوا 4–1 في أرينا لفيف بفضل أهداف سيكان وبوندارينكو (ركلة جزاء) وهدفين من سوداكوف.

## اللقاءات السابقة
كلا الناديين موجودان منذ العصر السوفييتي، لكنهما لم يلعبا ضد بعضهما البعض في مباريات رسمية (الدوري المحلي، الكأس الوطنية) حيث يلعب شاختار في المستوى الأعلى وفورسكلا (سابقا باسم كولوس) في المستوى الثالث من مسابقات كرة القدم في عموم الاتحاد.
بعد تفكك الاتحاد السوفييتي، أصبحت المواجهات بين هذه الفرق أكثر انتظامًا. في حين أن فورسكلا يعتبر منافسًا واضحًا، إلا أنه لا يعتبر خصمًا سهلاً بالنسبة لعمال المناجم. في كأس أوكرانيا، التقى الفريقان 9 مرات، ولعبت 6 مباريات في مرحلة ربع النهائي. فاز فورسكلا مرتين، في حين حقق شاختار 5 انتصارات. ومع ذلك، فهذه هي المباراة النهائية الثانية لهما، وفي آخر مباراة نهائية بينهما في عام 2009، فاز فورسكلا بكأسه الوطنية الوحيدة حتى الآن.
كانت هذه أيضًا المباراة النهائية الثانية لمدرب فورسكلا سيرجي دولهانسكي ‏ الذي فاز بالكأس في عام 2009 بصفته قائدًا وحارس مرمى فورسكلا كلاعب في نهائي فورسكلا–شاختار.

### الفرق المتأهلة إلى نهائيات البطولة
| الفريق          | المشاركات السابقة في النهائيات (يشير الخط العريض إلى الفائزين)                                                             |
| --------------- | --- |
| فورسكلا بولتافا | 2 (2009، 2020) |
| شاختار دونيتسك  | 19 (1995، 1997، 2001، 2002، 2003، 2004، 2005، 2007، 2008، 2009، 2011، 2012، 2013، 2014، 2015، 2016، 2016–2017، 2018، 2019) |

## المباراة
| نادي فورسكلا بولتافا (الدوري [الإنجليزية]) | 1–2                                     | (الدوري [الإنجليزية]) شاختار دونيتسك    |
| ------------------------------------------ | --------------------------------------- | --------------------------------------- |
| - ميكولا كوفتاليوك [الإنجليزية] 85'        | تقرير (بالأوكرانية) تقرير (بالإنجليزية) | - دانيلو سيكان 40' - يوخيم كونوبليا 55' |

| «فورسكلا» · بولتافا | «شاختار» · دونيتسك |

| «فورسكلا»:                   |    |                                |         |
|                              |    |                                |         |
| GK                           | 7  | بافلو إيسينكو [الإنجليزية]     |         |
| DF                           | 27 | إيليا كروبسكي [الإنجليزية]     |         |
| DF                           | 18 | يفهين بافليوك [الإنجليزية]     |         |
| DF                           | 44 | دانييلو خريبشوك [الإنجليزية]   | 90+1'   |
| DF                           | 4  | إيغور بيردوتا [الإنجليزية] (ق) |         |
| MF                           | 5  | نجيب ياكوبو                    | 58'     |
| MF                           | 6  | أوليكساندر سكليار [الإنجليزية] | 68'     |
| MF                           | 33 | سيرهي مياكوشكو [الإنجليزية]    | 58'     |
| MF                           | 15 | إبراهيم كان                    |         |
| MF                           | 11 | رسلان ستيبانيوك [الإنجليزية]   | 68'     |
| FW                           | 92 | سامبو سيسوكو                   | 85'     |
| البدلاء:                     |    |                                |         |
| DF                           | 95 | فيليبي رودريغوس دوس سانتوس     | 85'     |
| MF                           | 38 | أرتيم تشيليادين [الإنجليزية]   | 68'     |
| MF                           | 30 | إيفان نيستيرينكو [الإنجليزية]  | 58'     |
| FW                           | 22 | ميكولا كوفتاليوك [الإنجليزية]  | 68'     |
| DF                           | 29 | أندريه باتسولا [الإنجليزية]    | 58' 87' |
| المدرب:                      |    |                                |         |
| سيرهي دولهانسكي [الإنجليزية] |    |                                |         |

| «شاختار»:                  |    |                                  |           |
|                            |    |                                  |           |
| GK                         | 31 | دميترو رزنيك                     | 90+3'     |
| DF                         | 16 | إيراكلي أزاروفي [الإنجليزية]     |           |
| DF                         | 22 | ميكولا ماتفيينكو                 |           |
| DF                         | 5  | فاليري بوندار                    |           |
| DF                         | 26 | يوخيم كونوبليا                   |           |
| MF                         | 6  | تاراس ستيبانينكو (ق)             | 74'       |
| MF                         | 8  | دميترو كريسكيف                   | 90+1'     |
| MF                         | 27 | كيفن [الإنجليزية]                |           |
| MF                         | 21 | أرتيم بوندارينكو                 |           |
| FW                         | 11 | أولكسندر زوبكوف                  | 81'       |
| FW                         | 14 | دانيلو سيكان                     | 81'       |
| البدلاء:                   |    |                                  |           |
| GK                         | 1  | أرتور رودكو                      |           |
| DF                         | 23 | بيدرينيو [الإنجليزية]            |           |
| MF                         | 13 | جيورجي غوتشوليشفيلي [الإنجليزية] |           |
| MF                         | 44 | ياروسلاف راكيتسكي                |           |
| DF                         | 29 | إيهور نازاريان                   |           |
| MF                         | 9  | ماريان شيفد                      | 81'       |
| MF                         | 39 | نيويرتون [الإنجليزية]            |           |
| MF                         | 2  | لاسينا تراوري                    | 81' 90+1' |
| MF                         | 30 | مارلون جوميز [الإنجليزية]        | 74'       |
| المدرب:                    |    |                                  |           |
| مارينو بوسيتش [الإنجليزية] |    |                                  |           |

| الحكام - مساعدا الحكم: - سيمين شلونتشاك (تشيركاسي) - فولوديمير فيسوتسكي (زاباروجيا) - الحكم الرابع: أندري شاندور (لفيف) - المساعدة الإضافية: مارينا ستريليتسكا (سومي) - مشرف التحكيم: فيكتور ديردو (تشورنومورسك) - حكم الفيديو: أوليكسي ديريفينسكي (خملنيتسكي) - مساعد حكم الفيديو: رسلان يرمولنكو (تشرنيغوف) - مشرف الفيديو: ميخايلو أوفشار (كالوش) - مندوب الاتحاد الأوكراني: فاسيل بابي (جيتومير) | أبرز ما جاء في اللائحة - 90 دقيقة. - 30 دقيقة من الوقت الإضافي إذا لزم الأمر. - ركلات الجزاء إذا لزم الأمر. - تسعة لاعبين للتبديل. - الحد الأقصى 5 تبديلات في كل مباراة (+1 في حالة الوقت الإضافي). |

## وصلات خارجية
- Ukrainian Cup. الاتحاد الأوروبي لكرة القدم
- Official results. uaf.ua (in Ukrainian)
- 2023–24 Ukrainian Cup. Soccerway.
- Vorskla – Shakhtar H2H stats. Soccerway.
- Vorskla – Shakhtar H2H stats. wildstat.ru